# Um Adeus Português
Um Adeus Português és una pel·lícula portuguesa del gènere drama, dirigida i escrita per João Botelho i Leonor Pinhão. Fou protagonitzada per Maria Cabral, Isabel de Castro, Fernando Heitor i Ruy Furtado, i es va estrenar a Portugal el 17 d’abril de 1986.

## Argument
Anys després de la mort del seu fill a la Guerra colonial portuguesa, una parella d'ancians viatja a Lisboa per començar una nova vida i tornar a trobar la seva vella nora, malgrat el dolorós record del passat.

## Repartiment
- Maria Cabral - Laura
- Isabel de Castro - Piedade
- Fernando Heitor - Alexandre
- Ruy Furtado - Raul
- Cristina Hauser - Rosa
- João Perry - Jorge
- Henrique Viana - Editor
- António Peixoto - Pare
- Luís Lucas - Soldat
- Diogo Dória - Soldat
- Anamar
- Zé da Guiné - Soldat
- André Gomes
- Cremilda Gil - Empleada

## Producció
La pel·lícula es va rodar completament a Portugal, però amb algunes escenes rodades a Àfrica. Entre els diferents assistents del llargmetratge hi havia els directors Margarida Cardoso i Pedro Costa. Les escenes de 1985, a Portugal, es van rodar en color, mentre que les escenes de 1973, a l'Àfrica, es van rodar en blanc i negre, en referència a l'emissió televisiva de la guerra colonial portuguesa.
L'exèrcit portuguès va dubtar inicialment a proporcionar l'assistència necessària amb equips i consultoria. Tanmateix, l'exèrcit no va tenir cap objecció, però els soldats no estaven mentalment preparats a causa del trauma psicològic causat per la guerra.
Maria Cabral, considerada l'actriu símbol del Novo Cinema Portuguès, va fer la seva última aparició al cinema, en aquesta pel·lícula, després de traslladar-se a França.

## Recepció
La pel·lícula es va estrenar a tot el món el 5 d'abril de 1986 als Estats Units i al Festival de Cinema de Londres. Al mateix any, la pel·lícula es va projectar al Festival Inernacional de Cinema de Berlín, on va guanyar el Premi Promocional de l'Organització Internacional del Cinema Catòlic, i al Festival do Rio, on va rebre el premi Tucano de Ouro. També es va emetre al canal alemany Hessischer Rundfunk el 31 de gener de 1987.